# Дор (Велижский район)
Дор — деревня в Велижском районе Смоленской области России. Входит в состав Заозёрского сельского поселения. Население — 8 жителей (2007).
Расположена в северо-западной части области в 30 км к северо-востоку от Велижа, в 32 км северо-восточнее автодороги Р133 Смоленск — Невель. В 102 км южнее деревни расположена железнодорожная станция Куприно на линии Смоленск — Витебск.

## История
В годы Великой Отечественной войны деревня была оккупирована гитлеровскими войсками в июле 1941 года, освобождена в сентябре 1943 года.